# Luther: Zmrok
Luther: Zmrok (ang. Luther: The Fallen Sun) – brytyjsko-amerykański dramat kryminalny z 2023 roku w reżyserii Jamiego Payne’a. 
Obraz jest filmową kontynuacją serialu Luther.

## Fabuła
Seryjny morderca David Robey szantażuje, a następnie uprowadza młodego chłopaka Calluma Aldricha. Do sprawy zostaje przydzielony nadinspektor John Luther, który obiecuje matce Calluma, że odnajdzie jej syna. Robey postanawia pokrzyżować jego plany i ujawnia nielegalne działania, których Luther miał się dopuścić jako policjant. W wyniku tego zostaje on zwolniony ze służby, a następnie osadzony w więzieniu. Po latach matka chłopaka odwiedza Luthera w więzieniu, wypominając mu, że nie odnalazł zabójcy jej syna. Z kolei Robey drwi z niego nadając mu przez radio krzyk jego ostatniej ofiary i zapowiadając kolejne. Dręczony wyrzutami sumienia detektyw ucieka z więzienia, by odnaleźć zabójcę. 

## Obsada
- Idris Elba jako John Luther
- Cynthia Erivo jako Odette Raine
- Dermot Crowley jako Martin Schenk
- Andy Serkis jako David Robey
- Thomas Coombes jako Archie Woodward
- Hattie Morahan jako Corinne Aldrich
- Lauryn Ajufo jako Anya Raine
- Vincent Regan jako Dennis McCabe
- Einar Kuusk jako Arkady Kachimov
- Guy Williams jako Tim Cranfield
- Henry Hereford jako Brian Lee
- Carl Spencer jako Jamal
- Edward Hogg jako Derek Standish

## Produkcja
Pomysł filmowej adaptacji został poruszony w sierpniu 2013 roku, kiedy to twórca serii Neil Cross ujawnił, że napisał scenariusz do prequela serialu.
W lipcu 2020 roku Idris Elba stwierdził, że nie ma „formalnych planów” na kolejny sezon serialu, ale wyraził chęć powrotu do roli w filmie. Oficjalnie jego powstanie zostało potwierdzone we wrześniu 2021 roku. Ujawniono wówczas, że obsadzie znajdzie się też Cynthia Erivo i Andy Serkis.
10 listopada 2021 roku Elba ogłosi, że ruszyły zdjęcia do filmu. Realizowano je w m.in. w Londynie i w Lite Studios w Brukseli.

## Premiera
Premiera odbyła się 24 lutego 2023 roku, jednak obraz był wyświetlany w wybranych kinach. 10 marca tego samego roku trafił na platformę Netflix.